# Statue de François Mahé de La Bourdonnais
Le Monument à François Mahé de La Bourdonnais est une statue monumentale en bronze située à Saint-Denis de la Réunion dans le département français d'outre-mer de La Réunion dans le sud-ouest de l'océan Indien.  
Il représente l'amiral Bertrand-François Mahé de La Bourdonnais, qui fut gouverneur des îles de France et de Bourbon (actuelles îles Maurice et de La Réunion) de 1733 à 1746. Œuvre du sculpteur Louis Rochet, elle fut érigée en 1856. Elle est inscrite à l'inventaire supplémentaire des monuments historiques depuis le 14 août 2000.

## Localisation
La statue se dresse place Candide-Azéma, au Barachois dans le centre de Saint-Denis de la Réunion face à l'océan Indien et à côté de la préfecture. Son déboulonnage a été annoncé en avril 2023 par la mairie et la préfecture.

## Historique
La statue est réalisée par le sculpteur Louis Rochet entre 1852 et 1855 et est présentée et médaillée a l'exposition universelle de 1855. Puis elle est érigée le 15 août 1856 sur la place du gouvernement à Saint Denis.
La statue, son piédestal, l'emmarchement et la grille qui l'entoure sont inscrits par arrêté le 14 août 2000 à l'inventaire supplémentaire des monuments historiques,.

### Polémiques et déplacement (2023)
À partir des années 2010, la présence de cette statue suscite la polémique. Elle fut plusieurs fois vandalisée avec de la peinture par des militants pour rappeler le rôle de Bertrand-François Mahé de La Bourdonnais dans l'esclavage à la Réunion. Dans le mouvement mondial sur la décolonisation de l'espace public, le collectif Laproptaz Nout Péi (« Balayons devant notre porte » en créole réunionnais) regroupant 43 associations de l'île a écrit à tous les élus locaux pour dénoncer « Ces statues [qui] continuent à ériger le crime comme une gloire ». 
La maire de Saint-Denis de la Réunion Ericka Bareigts estime que la statue de ce « négrier » n'est « plus à sa place », rappelant que sous l'action de Mahé de la Bourbonnais le nombre d'esclaves à La Réunion est passé de « 648 en 1735 » à « 2612 en 1740 » mais elle estime que la statue doit être conservée à un autre endroit, se définissant comme « militante du non effacement de la connaissance ».
Le 26 avril 2023, la maire de Saint-Denis et le préfet de la Réunion, Jérôme Filippini, annonce que la statue allait être déplacée. Elle devrait être érigée dans la caserne Lambert, qui abrite l'état-major des Forces armées de la zone sud de l'océan Indien . 
L'association des Amis de Mahé de la Bourbonnais proteste contre ce déplacement et fait un appel au don pour financer une action en justice. L'historien réunionnais Prosper Ève considère que le déplacement de la statue est un « non sens » et un « suivisme des idées folles venues des États-Unis », critiquant ceux qui jugent sans replacer les faits dans leur contexte. L'historien Olivier Fontaine est lui aussi très critique, disant qu'il « ne peut justifier l'action de La Bourdonnais, mais que ce qu'il a fait est conforme à son temps et à ce que le pouvoir attendait de lui : développer l'économie de l'île à travers des exploitations agricoles utiles à la métropole et maintenir l'ordre ».
Le 30 novembre 2023, la mairie obtient un permis de dépose de la statue en vue d'une rénovation de celle-ci. La statue est déplacée dans la matinée du 4 décembre 2023. L’association Fort Réunion, constituée en décembre 2023 en réaction au feu vert de la mairie, tente d'annuler cette autorisation mais sa requête est rejetée par le tribunal administratif en février 2024.

## Autres monuments
Il existe un autre Monument à Mahé de la Bourbonnais, œuvre d'Auguste Dumont, dont deux exemplaires ont été inaugurés en 1859 : 
- un à Port-Louis, capitale de l'île Maurice, dans le centre-ville, en face du port[7] ;
- un à Saint-Malo, en Bretagne, à l'extérieur des remparts[8].

Il existe également un buste en bronze dans le district de Pamplemousses à l'île Maurice.

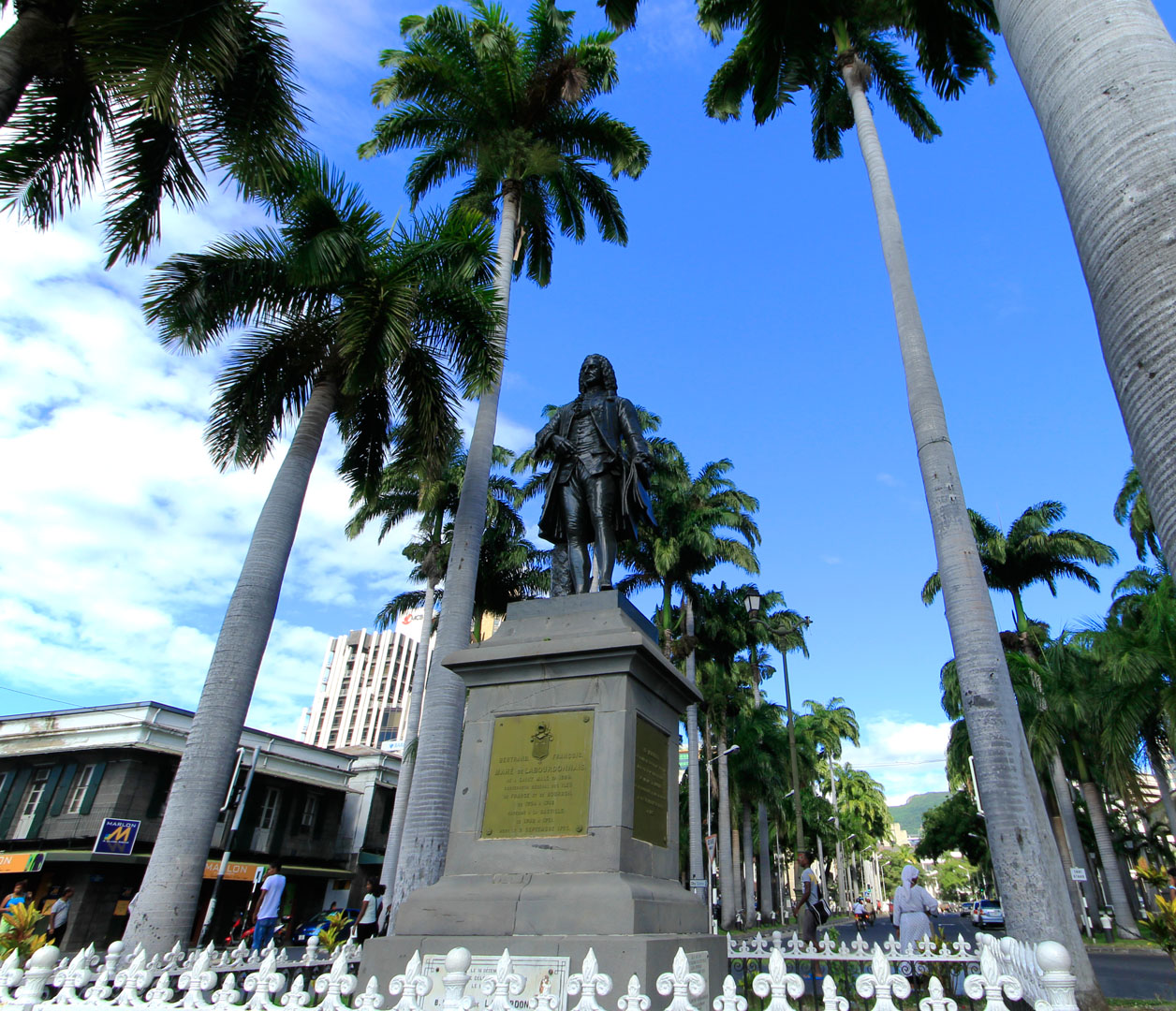
Auguste Dumont, Monument à Mahé de la Bourbonnais (1859) à Port-Louis.
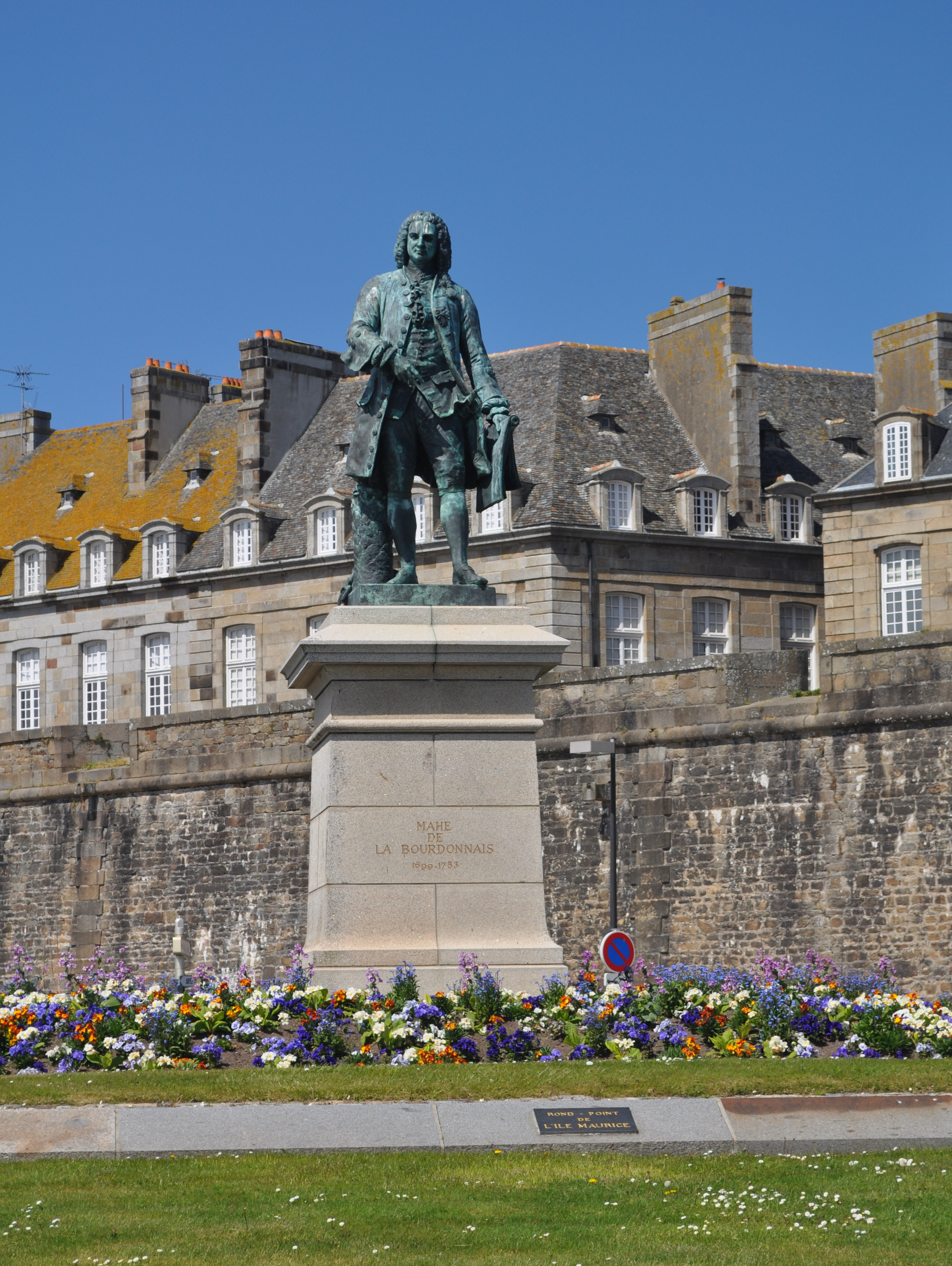
Auguste Dumont, Monument à Mahé de la Bourbonnais (1859) à Saint-Malo.
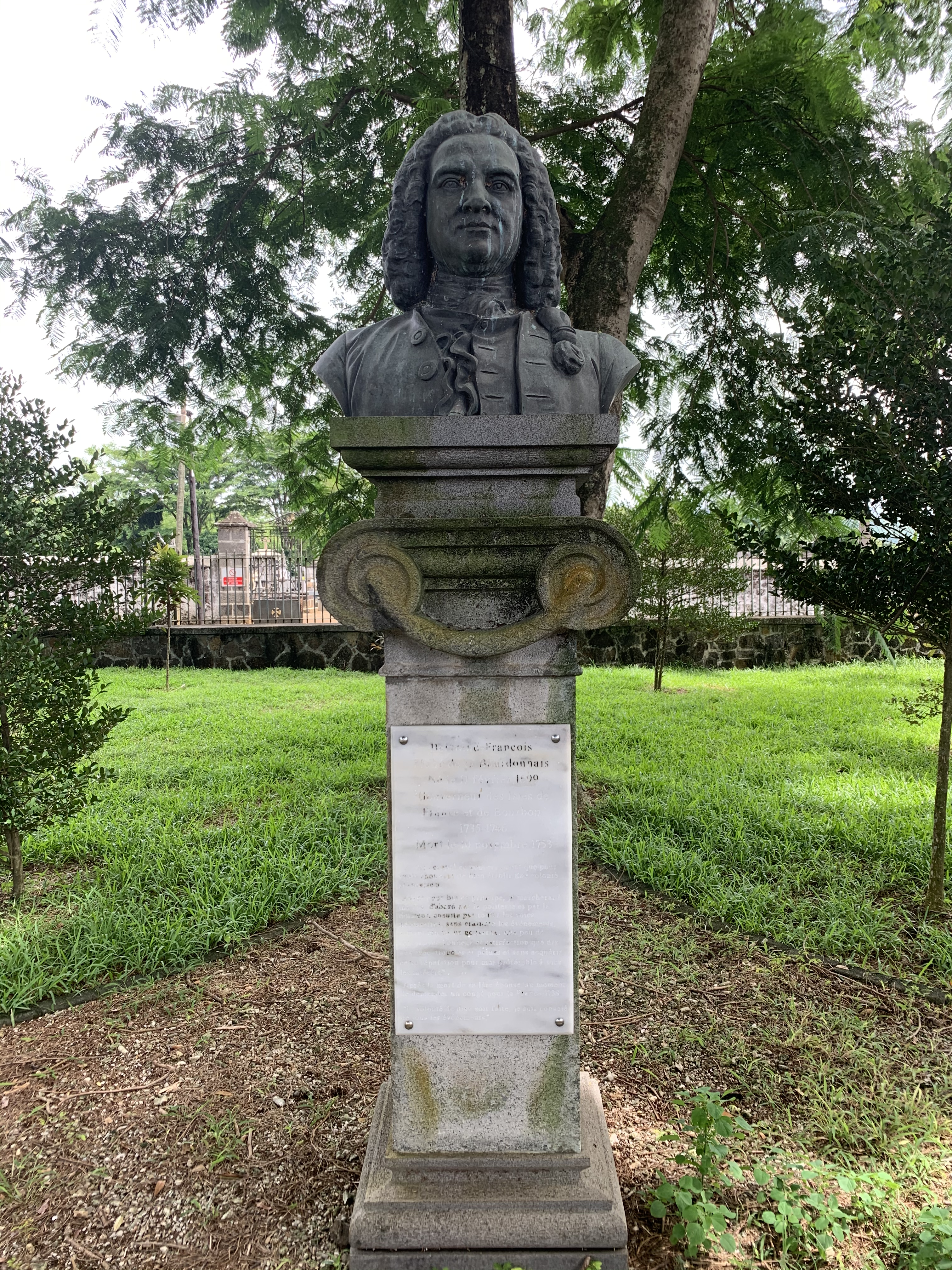
Monument à Mahé de la Bourbonnais à Pamplemousses.